# Louis Escande
Pour les articles homonymes, voir Escande.
Louis Escande est un homme politique français né le 25 septembre 1913 à Massat (Ariège) et décédé le 8 mars 1998 à Mâcon (Saône-et-Loire).

## Biographie

### Origines, études et débuts professionnels
Né en Ariège d'un père ingénieur, Louis Escande est collégien à Mirepoix en Ariège puis à Aix-en-Provence. Il est ingénieur des travaux publics de l'Etat en 1935, après des études à l'École spéciale des travaux publics de Paris. Jeune ingénieur de 22 ans, il est nommé à Mâcon.
Il est l'un des organisateurs de la Résistance dans le département de Saône-et-Loire. Il recevra à ce titre, la médaille de la Résistance avec rosette et la croix du combattant volontaire.

### Élu local
Il devient, après la Libération, premier adjoint au maire de Mâcon de 1944 à 1953. Il est également nommé responsable départemental de la SFIO. Élu maire en 1953, il le reste jusqu'en 1977. Il lance de nombreuses opérations d'urbanisme entraînant la destruction de zones historiques et l'édification de nombreux quartiers de tours.
Après avoir dirigé l'association pour la route Bordeaux-Genève, il préside l'Association pour la Route Centre Europe Atlantique (ARCEA) à partir de sa création en 1967. Jean Valleix lui succède en 1993.

### Député
Le 21 octobre 1945 se déroulent les élections des députés à la première Assemblée nationale constituante. Louis Escande est second de la liste SFIO dont le tête de liste est Fernand Mazuez . Grâce à ses 56 136 voix sur les 243 511 suffrages exprimés, la liste obtient deux élus. Il est à nouveau candidat lors des élections du 2 juin 1946 mais, bien que toujours en seconde position il n'est pas réélu, la SFIO, avec 49 758 voix sur 254 546 suffrages exprimés n'obtient qu'un siège.
Il sera à nouveau député de 1962 à 1968 (IIe et IIIe législatures de la Ve république).
Décédé en 1998, il est enterré au cimetière Saint-Brice de Mâcon.

## Décorations
- Officier de la Légion d'honneur
- Chevalier de l'ordre national du Mérite
- Croix du combattant volontaire de la Résistance
- Médaille de la Résistance française avec rosette
- Commandeur de l'ordre des Palmes académiques
- Officier de l'ordre du Mérite agricole
- Chevalier de l'ordre du Mérite social
- Médaille d'honneur départementale de la Résistance